# Coupe d'Allemagne (patinage artistique)
La Coupe d'Allemagne était une compétition internationale de patinage artistique de niveau senior. Elle a porté plusieurs noms officiels successifs : Fujifilm Trophy (1986–1987), Nations Cup (1989–1997), Sparkassen Cup on Ice (1998–2001) et Bofrost Cup on Ice (2002-2004). 
Elle a toujours été organisée à Gelsenkirchen en Allemagne (1989-2004), sauf pour les deux premières éditions qui ont lieu à Francfort-sur-le-Main (1986-1987). Elle intègre le Grand Prix ISU en 1995, mais est remplacée par la Coupe de Chine en 2003. Elle se tient néanmoins encore deux fois en 2003 et 2004 avant sa disparition.

## Médaillés

### Messieurs
| Édition | Or                     | Argent                | Bronze                 |                    |
| ------- | ---------------------- | --------------------- | ---------------------- | ------------------ |
| 1986    | Petr Barna             | Alessandro Riccitelli | Zhang Shubin           |                    |
| 1987    | Christopher Bowman     | Vladimir Petrenko     | Makoto Kano            |                    |
| 1988    | Pas de compétition     | Pas de compétition    | Pas de compétition     | Pas de compétition |
| 1989    | Petr Barna             | Viktor Petrenko       | Paul Wylie             |                    |
| 1990    | Kurt Browning          | Todd Eldredge         | Ronny Winkler          |                    |
| 1991    | Mark Mitchell          | Mirko Eichhorn        | Daniel Weiss           |                    |
| 1992    | Todd Eldredge          | Aleksey Urmanov       | Vyacheslav Zahorodnyuk |                    |
| 1993    | Viktor Petrenko        | Scott Davis           | Sébastien Britten      |                    |
| 1994    | Elvis Stojko           | Shepherd Clark        | Dmytro Dmytrenko       |                    |
| 1995    | Vyacheslav Zahorodnyuk | Aleksey Urmanov       | Todd Eldredge          |                    |
| 1996    | Aleksey Urmanov        | Dmytro Dmytrenko      | Aleksey Yagudin        |                    |
| 1997    | Elvis Stojko           | Igor Pashkevitch      | Aleksandr Abt          |                    |
| 1998    | Aleksey Yagudin        | Aleksandr Abt         | Andrejs Vlascenko      |                    |
| 1999    | Evgeni Plushenko       | Guo Zhengxin          | Matthew Savoie         |                    |
| 2000    | Evgeni Plushenko       | Timothy Goebel        | Li Chengjiang          |                    |
| 2001    | Evgeni Plushenko       | Timothy Goebel        | Li Chengjiang          |                    |
| 2002    | Evgeni Plushenko       | Aleksandr Abt         | Li Chengjiang          |                    |
| 2003    | Stefan Lindemann       | Jeffrey Buttle        | Silvio Smalun          |                    |
| 2004    | Stefan Lindemann       | Ben Ferreira          | Matthew Savoie         |                    |

### Dames
| Édition | Or                 | Argent             | Bronze             |                    |
| ------- | ------------------ | ------------------ | ------------------ | ------------------ |
| 1986    | Dianne Takeuchi    | Caishu Fu          | Cornelia Renner    |                    |
| 1987    | Midori Ito         | Jill Trenary       | Natalia Gorbenko   |                    |
| 1988    | Pas de compétition | Pas de compétition | Pas de compétition | Pas de compétition |
| 1989    | Tonya Harding      | Marina Kielmann    | Patricia Neske     |                    |
| 1990    | Kristi Yamaguchi   | Evelyn Großmann    | Karen Preston      |                    |
| 1991    | Nancy Kerrigan     | Marina Kielmann    | Laëtitia Hubert    |                    |
| 1992    | Surya Bonaly       | Tanya Bingert      | Marina Kielmann    |                    |
| 1993    | Tanja Szewczenko   | Oksana Baiul       | Rena Inoue         |                    |
| 1994    | Marina Kielmann    | Elena Liashenko    | Tanja Szewczenko   |                    |
| 1995    | Michelle Kwan      | Maria Butyrskaya   | Nicole Bobek       |                    |
| 1996    | Irina Sloutskaïa   | Tara Lipinski      | Vanessa Gusmeroli  |                    |
| 1997    | Tanja Szewczenko   | Irina Sloutskaïa   | Elena Liashenko    |                    |
| 1998    | Ielena Sokolova    | Yulia Lavrenchuk   | Maria Butyrskaya   |                    |
| 1999    | Maria Butyrskaya   | Elena Liashenko    | Irina Sloutskaïa   |                    |
| 2000    | Maria Butyrskaya   | Sarah Hughes       | Tatiana Malinina   |                    |
| 2001    | Maria Butyrskaya   | Yoshie Onda        | Angela Nikodinov   |                    |
| 2002    | Yoshie Onda        | Fumie Suguri       | Susanna Pöykiö     |                    |
| 2003    | Joannie Rochette   | Susanna Pöykiö     | Julia Sebestyen    |                    |
| 2004    | Jane Bugaeva       | Constanze Paulinus | Annie Bellemare    |                    |

### Couples
| Édition | Or                                     | Argent                               | Bronze                              |                    |
| ------- | -------------------------------------- | ------------------------------------ | ----------------------------------- | ------------------ |
| 1986    | Melanie Gaylor / Lee Barkell           | Colette May / Carl Nelson            | Kerstin Kiminus / Stefan Pfrengle   |                    |
| 1987    | Jill Watson / Peter Oppegard           | Laurene Collin / John Penticost      | Brigitte Groh / Holger Maletz       |                    |
| 1988    | Pas de compétition                     | Pas de compétition                   | Pas de compétition                  | Pas de compétition |
| 1989    | Elena Bechke / Denis Petrov            | Peggy Schwarz / Alexander König      | Calla Urbanski / Mark Naylor        |                    |
| 1990    | Natalia Mishkutionok / Artur Dmitriev  | Christine Hough / Doug Ladret        | Radka Kovaříková / René Novotný     |                    |
| 1991    | Isabelle Brasseur / Lloyd Eisler       | Evgenia Shishkova / Vadim Naumov     | Radka Kovaříková / René Novotný     |                    |
| 1992    | Mandy Wötzel / Ingo Steuer             | Kyoko Ina / Jason Dungjen            | Oksana Kazakova / Dmitri Sukhanov   |                    |
| 1993    | Evgenia Shishkova / Vadim Naumov       | Mandy Wötzel / Ingo Steuer           | Kyoko Ina / Jason Dungjen           |                    |
| 1994    | Mandy Wötzel / Ingo Steuer             | Oksana Kazakova / Artur Dmitriev     | Stephanie Stiegler / Lance Travis   |                    |
| 1995    | Marina Eltsova / Andrei Bushkov        | Mandy Wötzel / Ingo Steuer           | Elena Berejnaïa / Oleg Sliakov      |                    |
| 1996    | Mandy Wötzel / Ingo Steuer             | Marina Eltsova / Andrei Bushkov      | Kyoko Ina / Jason Dungjen           |                    |
| 1997    | Mandy Wötzel / Ingo Steuer             | Elena Berejnaïa / Anton Sikharulidze | Evgenia Filonenko / Igor Marchenko  |                    |
| 1998    | Maria Petrova/ Aleksey Tikhonov        | Peggy Schwarz / Mirko Müller         | Tiffany Stiegler / Johnnie Stiegler |                    |
| 1999    | Maria Petrova/ Aleksey Tikhonov        | Jamie Salé / David Pelletier         | Shen Xue / Zhao Hongbo              |                    |
| 2000    | Sarah Abitbol / Stéphane Bernadis      | Maria Petrova/ Aleksey Tikhonov      | Tatiana Totmianina / Maksim Marinin |                    |
| 2001    | Shen Xue / Zhao Hongbo                 | Kyoko Ina / John Zimmerman           | Maria Petrova/ Aleksey Tikhonov     |                    |
| 2002    | Shen Xue / Zhao Hongbo                 | Julia Obertas / Alexei Sokolov       | Dorota Zagórska / Mariusz Siudek    |                    |
| 2003    | Valérie Marcoux / Craig Buntin         | Julia Obertas / Sergei Slavnov       | Elizabeth Putnam / Sean Wirtz       |                    |
| 2004    | Viktoria Borzenkova / Andrei Chuvilaev | Valérie Marcoux / Craig Buntin       | Rebecca Handke / Daniel Wende       |                    |

### Danse
| Édition | Or                                      | Argent                                  | Bronze                                  |                    |
| ------- | --------------------------------------- | --------------------------------------- | --------------------------------------- | ------------------ |
| 1986    | Lia Trovati / Roberto Pelizzola         | Elizabeth Coates / Alan Abretti         | Dominique Yvon / Frédéric Palluel       |                    |
| 1987    | Marina Klimova / Sergueï Ponomarenko    | Antonia Becherer / Ferdinand Becherer   | Michela Malingambi / Andrea Gilardi     |                    |
| 1988    | Pas de compétition                      | Pas de compétition                      | Pas de compétition                      | Pas de compétition |
| 1989    | Maïa Oussova / Alexandre Jouline        | Suzanne Semanick / Ron Kravette         | Andrea Weppelmann / Hendryk Schamberger |                    |
| 1990    | Irina Romanova                          | April Sargent / Russ Witherby           | Anna Croci / Luca Mantovani             |                    |
| 1991    | Tatiana Navka / Samuel Gezalian         | Kateřina Mrázová / Martin Šimeček       | April Sargent / Russ Witherby           |                    |
| 1992    | Anzhelika Krylova / Vladimir Fedorov    | Stefania Calegari / Pasquale Camerlengo | Jennifer Goolsbee / Hendryk Schamberger |                    |
| 1993    | Irina Romanova / Igor Yaroshenko        | Kateřina Mrázová / Martin Šimeček       | Jelena Kustarova / Oleg Ovsiannikov     |                    |
| 1994    | Marina Anissina / Gwendal Peizerat      | Margarita Drobiazko / Povilas Vanagas   | Jennifer Boyce / Michel Brunet          |                    |
| 1995    | Anzhelika Krylova / Oleg Ovsiannikov    | Irina Romanova / Igor Yaroshenko        | Irina Lobatcheva / Ilia Averboukh       |                    |
| 1996    | Anzhelika Krylova / Oleg Ovsiannikov    | Shae-Lynn Bourne / Victor Kraatz        | Sophie Moniotte / Pascal Lavanchy       |                    |
| 1997    | Anzhelika Krylova / Oleg Ovsiannikov    | Marina Anissina / Gwendal Peizerat      | Irina Romanova / Igor Yaroshenko        |                    |
| 1998    | Anzhelika Krylova / Oleg Ovsiannikov    | Shae-Lynn Bourne / Victor Kraatz        | Kati Winkler / René Lohse               |                    |
| 1999    | Shae-Lynn Bourne / Victor Kraatz        | Kati Winkler / René Lohse               | Albena Denkova / Maxim Staviski         |                    |
| 2000    | Barbara Fusar-Poli / Maurizio Margaglio | Margarita Drobiazko / Povilas Vanagas   | Shae-Lynn Bourne / Victor Kraatz        |                    |
| 2001    | Barbara Fusar-Poli / Maurizio Margaglio | Marie-France Dubreuil / Patrice Lauzon  | Natalia Romaniuta / Danil Barantsev     |                    |
| 2002    | Albena Denkova / Maxim Staviski         | Galit Chait / Sergei Sakhnovski         | Kati Winkler / René Lohse               |                    |
| 2003    | Marie-France Dubreuil / Patrice Lauzon  | Kati Winkler / René Lohse               | Federica Faiella / Massimo Scali        |                    |
| 2004    | Albena Denkova / Maxim Staviski         | Isabelle Delobel / Olivier Schoenfelder | Ekaterina Rubleva / Ivan Shefer         |                    |

## Sources
- 1998 Competition
- 1999 Competition
- 2000 Competition